# Transfix
Transfix is een in de nonconcatenatieve morfologie gebruikte term die verwijst naar een "gefragmenteerd" niet-adfix, dat wil zeggen een affix dat op meerdere plekken tegelijk in hetzelfde woord voorkomt. In Semitische talen worden bijna alle verbuigingen en afleidingen met behulp van transfixen gevormd.
Het volgende voorbeeld toont de werking van een transfix in het Maltees. De stam van het woord is |k-t-b|, en deze stam betekent "schrijven".
| transfix | woord  | vertaling      |
| -------- | ------ | -------------- |
| -i-e-    | kiteb  | "hij schreef"  |
| -i--u    | kitbu  | "zij schreven" |
| mi--u-   | miktub | "geschreven"   |
| --ie-    | ktieb  | "boek"         |
| -o--a    | kotba  | "boeken"       |